# Pilar (Bataan)
Pilar ist eine philippinische Stadtgemeinde in der Provinz Bataan. Sie hat 41.823 Einwohner (Zensus 1. August 2015).

## Baranggays
Pilar ist politisch unterteilt in 19 Baranggays.
| - Ala-uli - Bagumbayan - Balut I - Balut II - Bantan Munti - Burgos - Del Rosario (Pob.) - Diwa - Landing - Liyang | - Nagwaling - Panilao - Pantingan - Poblacion - Rizal (Pob.) - Santa Rosa - Wakas North - Wakas South - Wawa |